# Тирличник
Тирличник (Gentianélla) — рід трав'янистих квіткових рослин родини тирличеві.

## Ботанічний опис
Представники роду — однорічні та дворічні трав'янисті рослини (на відміну від багаторічних тирличів) з прямостоячими стеблами. Листки розташовані на стеблі супротивно або спіралеподібно.
Квітки поодинокі, або зібрані у щиткоподібні суцвіття на кінцях квітконосів. Чашечка розділена на чашолистки повністю. Віночок трубчастий або лійчастий, на кордоні зіву та відгину у багатьох видів з вузькими відстовбурченими ниткоподібними відростками. По краях пелюсток подібна «бахрома» відсутня. Забарвлення віночка зазвичай біле або бузкове, рідше — рожеве. Маточка з двома стовпчиками. Тичинок 4–5, з рухомими пиляками.
Плід — 3-роздільна коробочка з численними дрібними кулястими або приплюснутими насінинами з гладкою або бородавчастою поверхнею.

## Поширення
Тирличники широко поширені у районах з помірним кліматом обох півкуль.

## Види
- Gentianella alborosea
- Gentianella amarella - Тирличничок осінній
- Gentianella anglica
- Gentianella antarctica
- Gentianella auriculata
- Gentianella bellidifolia
- Gentianella bulgarica
- Gentianella campestrisтиповий - Тирличничок польовий
- Gentianella carpatica - Тирличничок карпатський
- Gentianella cerina
- Gentianella cernua
- Gentianella ciliata
- Gentianella concinna
- Gentianella foliosa
- Gentianella germanica
- Gentianella heterosepala
- Gentianella lingulata - Тирличничок язичковий
- Gentianella limoselloides
- Gentianella lutescens - Тирличничок жовтуватий
- Gentianella microcalyx
- Gentianella patula
- Gentianella propinqua
- Gentianella quinquefolia
- Gentianella rupicola
- Gentianella spenceri
- Gentianella splendens
- Gentianella tenella
- Gentianella tortuosa
- Gentianella uliginosa
- Gentianella wislizeni
- Gentianella wrightii